# Valle de Cofrentes
Valle de Cofrentes Spanyolországban, Valencia Valencia tartományában található comarca. Valle de Cofrentes Canal de Navarrés, Hoya de Buñol és Requena-Utiel comarcákkal határos. Lakosainak száma 9716 fő (2024).

## Önkormányzatai
- Ayora
- Cofrentes
- Cortes de Pallás
- Teresa de Cofrentes
- Jalance
- Jarafuel
- Zarra